# Neferkara I
Neferkara (fl. XXVIII secolo a.C.) è stato un faraone egizio della II dinastia.

## Biografia
Il nome di Neferkara compare solamente nella lista reale di Saqqara e nella sala degli antenati di Thutmose III dove la mancanza di altri riferimenti non permette, essendo il nome Neferkara riferibile anche ad altri sovrani egizi, la certezza nella associazione.
Sul finire della II dinastia la sequenza dei sovrani diviene estremamente confusa, soprattutto a causa della scarsezza e frammentarietà dei reperti. Le fonti di cui disponiamo, tutte posteriori, sono in contraddizione tra loro segno che, già nell'antichità, vi era confusione sull'argomento.
Secondo alcuni studiosi il nome potrebbe essere spurio (ossia derivante da un errore di trascrizione) in quanto i nomi teofori composti con Ra compaiono soltanto durante la IV dinastia.
Secondo altri autori potrebbe trattarsi del sovrano indicato nel Canone reale come Aaka.
Alcuni mettono in relazione Neferkara con il Nephercheres citato da Manetone; da rilevare che lo stesso Manetone potrebbe essersi basato su documenti posteriori al periodo arcaico.

## Liste Reali
|              | \| \| \| non presente \| \| \| |
|              |                                |
| non presente |                                |
|              |                                |

|              |
| non presente |
|              |

| N5 | nfr | kA |

| N5 | nfr | kA |

| N5 | nfr | kA |

| N5 | nfr | kA |

| N5 | nfr | kA |

| N5 | nfr | kA |

| N5 | nfr | kA |

| N5 | nfr | kA |

|              | \| \| \| non presente \| \| \| |
|              |                                |
| non presente |                                |
|              |                                |

|              |
| non presente |
|              |

| N5 | nfr | kA |

| N5 | nfr | kA |

| N5 | nfr | kA |

| N5 | nfr | kA |

| N5 | nfr | kA |

| N5 | nfr | kA |

| N5 | nfr | kA |

| N5 | nfr | kA |

## Cronologia
| Periodo         | Dinastia | Anni di regno                                |
| --------------- | -------- | -------------------------------------------- |
| Periodo arcaico | II       | tra il 2800 a.C. e il 2700 a.C. (± 100 anni) |

| Autore        | Anni di regno       |
| ------------- | ------------------- |
| von Beckerath | 2724 a.C.-2719 a.C. |

| Predecessore                    | Titolo                           | Successore                           |
| ------------------------------- | -------------------------------- | ------------------------------------ |
| Beby (secondo lista di Saqqara) | Signore dell'Alto e Basso Egitto | Djoser (secondo la lista di Saqqara) |